# Temporada 2021-2022 de la Liga ABE
El Torneo 2021-2022 fue la novena edición del torneo de basquetbol estudiantil en México de División I organizado por la Asociación de Básquetbol Estudiantil.
La temporada regular de la temporada 2021-2022 tuvo la finalidad de reactivar el basquetbol en la comunidad universitaria después de 2 años y medio por la pandemia de COVID-19, sin embargo fue atípica debido a que varias universidades no participaron. 

## Ascensos y descensos
En consecuencia, la Liga ABE decidió no aplicar descensos en esta temporada.

## Ocho Grandes
Después de sortear los retos que trajo consigo la pandemia, se retomó el formato de la fase final, sólo que en esta ocasión no fue una sede, pues luego de una sesión extraordinaria, las universidades de la División I acordaron realizarlo en dos sedes distintas.
Los Ocho Grandes femenil tuvo como sede el auditorio "Rodrigo Valle Hernández" dentro de las instalaciones del CETYS Universidad en Tijuana. Mientras que los Ocho Grandes Varonil definieron a la escuadra campeona en el gimnasio "Omar Sandoval" del CEU en Monterrey.

### Rama Femenil
|  | Cuartos de final    | Cuartos de final    |               |         | Semifinales         | Semifinales         |       |              | 3.º Lugar           | 3.º Lugar           |  |
|  | 15 de junio de 2022 | 15 de junio de 2022 |               |         | 16 de junio de 2022 | 16 de junio de 2022 |       |              | 18 de junio de 2022 | 18 de junio de 2022 |  |
|  |                     |                     |               |         |                     |                     |       |              |                     |                     |  |
|  |                     |                     |               |         |                     |                     |       |              |                     |                     |  |
|  | UANL                | 68                  |               |         |                     |                     |       |              |                     |                     |  |
|  | UANL                | 68                  |               |         |                     |                     |       |              |                     |                     |  |
|  | Tec CEM             | 51                  |               |         |                     |                     |       |              |                     |                     |  |
|  | Tec CEM             | 51                  |               | UANL    | 57                  |                     |       |              |                     |                     |  |
|  |                     |                     |               | UANL    | 57                  |                     |       |              |                     |                     |  |
|  |                     |                     | UPAEP         | 53      |                     |                     |       |              |                     |                     |  |
|  | UPAEP               | 61                  | UPAEP         | 53      |                     |                     |       |              |                     |                     |  |
|  | UPAEP               | 61                  |               |         |                     |                     |       |              |                     |                     |  |
|  | UVM Qro             | 38                  |               |         |                     |                     |       |              |                     |                     |  |
|  | UVM Qro             | 38                  |               |         |                     |                     |       | UANL         | 55                  |                     |  |
|  |                     |                     |               |         |                     |                     |       | UANL         | 55                  |                     |  |
|  |                     |                     | Tec Monterrey | 49      |                     |                     |       |              |                     |                     |  |
|  | Tec Mty             | 61                  | Tec Monterrey | 49      |                     |                     |       |              |                     |                     |  |
|  | Tec Mty             | 61                  |               |         |                     |                     |       |              |                     |                     |  |
|  | Tec Hgo             | 33                  |               |         |                     |                     |       |              |                     |                     |  |
|  | Tec Hgo             | 33                  |               | Tec Mty | 52                  |                     |       | Tercer lugar | Tercer lugar        |                     |  |
|  |                     |                     |               | Tec Mty | 52                  |                     |       | Tercer lugar | Tercer lugar        |                     |  |
|  |                     |                     | CETYS Tijuana | 45      |                     |                     |       |              |                     |                     |  |
|  | CETYS Tijuana       | 73                  | CETYS Tijuana | 45      |                     |                     | UPAEP | 57           |                     |                     |  |
|  | CETYS Tijuana       | 73                  |               |         |                     |                     | UPAEP | 57           |                     |                     |  |
|  | Anáhuac Norte       | 50                  |               |         |                     |                     |       |              | CETYS Tijuana       | 37                  |  |
|  | Anáhuac Norte       | 50                  |               |         |                     |                     |       |              | CETYS Tijuana       | 37                  |  |
|  |                     |                     |               |         |                     |                     |       |              |                     |                     |  |

Tigrillas de la UANL Bicampeonas 
El equipo ideal estuvo conformado por las siguientes jugadoras:
- Melissa Andrade (CETYS Tijuana)
- Ángela Carrasco (UANL)
- Stephany Chávez (UANL). Fue elegida como la MVP del torneo.
- Miranda Zamora (Tec Monterrey)
- Ángel Fierro (UPAEP)

### Rama Varonil
|  | Cuartos de final    | Cuartos de final    |         |       | Semifinales         | Semifinales         |       |               | 3.º Lugar           | 3.º Lugar           |  |
|  | 23 de junio de 2022 | 23 de junio de 2022 |         |       | 24 de junio de 2022 | 24 de junio de 2022 |       |               | 26 de junio de 2022 | 26 de junio de 2022 |  |
|  |                     |                     |         |       |                     |                     |       |               |                     |                     |  |
|  |                     |                     |         |       |                     |                     |       |               |                     |                     |  |
|  | UPAEP               | 84                  |         |       |                     |                     |       |               |                     |                     |  |
|  | UPAEP               | 84                  |         |       |                     |                     |       |               |                     |                     |  |
|  | Tec León            | 58                  |         |       |                     |                     |       |               |                     |                     |  |
|  | Tec León            | 58                  |         | UPAEP | 64                  |                     |       |               |                     |                     |  |
|  |                     |                     |         | UPAEP | 64                  |                     |       |               |                     |                     |  |
|  |                     |                     | Tec Mty | 68    |                     |                     |       |               |                     |                     |  |
|  | Tec Mty             | 67                  | Tec Mty | 68    |                     |                     |       |               |                     |                     |  |
|  | Tec Mty             | 67                  |         |       |                     |                     |       |               |                     |                     |  |
|  | UP CDMX             | 60                  |         |       |                     |                     |       |               |                     |                     |  |
|  | UP CDMX             | 60                  |         |       |                     |                     |       | Tec Monterrey | 70                  |                     |  |
|  |                     |                     |         |       |                     |                     |       | Tec Monterrey | 70                  |                     |  |
|  |                     |                     | CEU     | 60    |                     |                     |       |               |                     |                     |  |
|  | CEU                 | 75                  | CEU     | 60    |                     |                     |       |               |                     |                     |  |
|  | CEU                 | 75                  |         |       |                     |                     |       |               |                     |                     |  |
|  | Inter               | 72                  |         |       |                     |                     |       |               |                     |                     |  |
|  | Inter               | 72                  |         | CEU   | 89                  |                     |       | Tercer lugar  | Tercer lugar        |                     |  |
|  |                     |                     |         | CEU   | 89                  |                     |       | Tercer lugar  | Tercer lugar        |                     |  |
|  |                     |                     | Tec Gdl | 78    |                     |                     |       |               |                     |                     |  |
|  | Tec Hgo             | 61                  | Tec Gdl | 78    |                     |                     | UPAEP | 80            |                     |                     |  |
|  | Tec Hgo             | 61                  |         |       |                     |                     | UPAEP | 80            |                     |                     |  |
|  | Tec Gdl             | 65                  |         |       |                     |                     |       |               | Tec Gdl             | 63                  |  |
|  | Tec Gdl             | 65                  |         |       |                     |                     |       |               | Tec Gdl             | 63                  |  |
|  |                     |                     |         |       |                     |                     |       |               |                     |                     |  |

Borregos del ITESM Campus Monterrey Campeones 
El equipo ideal estuvo conformado por los siguientes jugadores:
- Sebastián Fierro (CEU)
- Paulo Arroyo (Tec Monterrey)
- Orlando Torrero (Tec Monterrey). Fue elegido como la MVP del torneo.
- Sergio Higuera (Tec Guadalajara)
- José Cruz (UPAEP)

## Campeonato Nacional División II

### Rama Femenil
El Instituto Tecnológico y de Estudios Superiores de Monterrey Campus Guadalajara consiguió el título del Campeonato Nacional de la División II Femenil, realizado en la Universidad del Valle de México Campus Lomas Verdes, al vencer a la Universidad Modelo por 90-46. 
El equipo ideal fue otorgado para las siguientes jugadoras:
- Jairennys Arias - Universidad Modelo
- Rosa Alejandra Montes - Tec Chihuahua
- Grecia Gamero - Tec Guadalajara MVP
- Hilary Tovar - Universidad Interamericana
- Paola Arredondo - Tec Guadalajara

### Rama Varonil
El Complejo León de la Universidad Anáhuac Veracruz Campus Xalapa recibió el Campeonato Nacional de la División II Varonil. La Universidad Madero se coronó campeón sin mayores complicaciones, con un dominante marcador de 76 a 50 puntos sobre CETYS Universidad, consiguiendo así el Campeonato Nacional.
El equipo ideal fue otorgado para los siguientes jugadores:
- José Estrada - Universidad Autonoma del Noreste
- Justin Quintero - Universidad Veracruzana
- Óscar Romero - Universidad Madero MVP
- Enrique Sánchez - Universidad Madero
- Adriano Betancourt - Universidad Veracruzana